# She Wolf (album)
Pour les articles homonymes, voir She Wolf.
Albums de Shakira
Oral Fixation Vol. 2
(2005) Sale El Sol
(2010)
Singles
1. She Wolf
Sortie : 10 juillet 2009
2. Did It Again
Sortie : 16 octobre 2009
3. Give It Up To Me
Sortie : 26 octobre 2009
4. Gypsy
Sortie : 26 mars 2010

She Wolf est le 6e album studio de la chanteuse colombienne Shakira.
Il fait suite à Fijación Oral Vol. 1 et Oral Fixation Vol. 2 qui s’étaient tous deux respectivement vendus à 4 et 8 millions d'exemplaires dans le monde.
L'album est sorti le 9 octobre 2009 en Italie, Allemagne, Suisse, Pays-Bas et dans plusieurs pays européens, le 12 du même mois pour la France et le reste de l'Europe.

## Liste des titres[2]
1. She Wolf — 3.08
2. Did It Again — 3.12
3. Long Time — 2.55
4. Why Wait — 3.41
5. Good Stuff — 3.16
6. Men in This Town — 3.34
7. Gypsy — 3.18
8. Spy (featuring Wyclef Jean) — 3.27
9. Mon Amour — 4.04
10. Lo Hecho Está Hecho — 3.12
11. Años Luz — 3.41
12. Loba — 3.08
13. Give It Up to Me (feat. Lil Wayne) — 3.03 (Chanson bonus)
14. Did It Again (feat. Kid Cudi) — 3.47 (Chanson bonus)
15. Gypsy [Live from T4] — 3:29 (Chanson bonus)
16. She Wolf [Live from T4] — 3:10 (Chanson bonus)

Les chansons bonus ne sont pas disponibles sur certaines versions de l'album.

### Bonus tracks pour le Moyen-Orient
La version vendue dans certains pays du Moyen-Orient se caractérise par des remixes "orientaux" en bonus et une pochette modifiée ou seul le visage de Shakira apparait.
- She Wolf [Said Mrad Oriental Remix]
- She Wolf [Fahmy & Samba's Sphinxmix]
- She Wolf [Mindloop Collective Lounge Mix]

## Singles
- She Wolf / Loba
- Give It Up to Me (feat. Lil Wayne)
  - single exclusivement américain
- Did It Again / Lo Hecho Está Hecho
- Gypsy / Gitana

## Dates de sorties
| Région      | Date             | Label                    |
| ----------- | ---------------- | ------------------------ |
| Pays-Bas    | 9 octobre 2009   | Epic Records             |
| Allemagne   | 9 octobre 2009   | Sony Music               |
| Suisse      | 9 octobre 2009   | Sony Music               |
| Italie      | 9 octobre 2009   | Sony Music               |
| Royaume-Uni | 12 octobre 2009  | RCA Records, Sony Music  |
| France      | 12 octobre 2009  | Jive Records, Sony Music |
| Japon       | 14 octobre 2009  | Sony Music Jp            |
| Danemark    | 14 octobre 2009  | Sony Music               |
| Finlande    | 14 octobre 2009  | Sony Music               |
| Suède       | 14 octobre 2009  | Sony Music               |
| États-Unis  | 24 novembre 2009 | Epic Records             |

Le jour de sa sortie, l'album s'est vu directement classé à la 1re place des plateformes de téléchargements légaux.

### Ventes et certifications
| Pays (2009) | Fédération | Certification | Ventes     |
| ----------- | ---------- | ------------- | ---------- |
| Argentine   | CAPIF      | Gold          | 40 000+    |
| Espagne     | PROMUSICAE | Platinum      | 60 000+    |
| États-Unis  | Billboard  |               | 400 000+   |
| France      | SNEP       | Gold          | 100 000+   |
| Grece       | IFPI       | Gold,         | 3 000+     |
| Mexique     | AMPROFON   | Diamant       | 300 000+   |
| Pologne     | ZPAV       | Gold          | 10 000+    |
| Suisse      | IFPI       | Gold          | 15 000+    |
| Japon       |            | [ 18 ]        | 20 000+    |
| Monde       |            |               | 2 000 000+ |